# Guntín (Monforte de Lemos)
Guntín (llamada oficialmente Santa Lucía de Guntín) es una parroquia y una aldea despoblada,española del municipio de Monforte de Lemos, en la provincia de Lugo, Galicia.

## Límites
Limita al norte con la parroquia de Piñeira, al este con Gullade y Nocedas, al sur con Marcelle y al oeste con Neiras.

## Organización territorial
La parroquia está formada por cinco entidades de población:
- Lama (A Lama)
- Santa Lucía
- Souto (O Souto)

### Despoblados
Despoblados que forman parte de la parroquia:
- Filgueiras (As Folgueiras)
- Guntín

## Demografía

### Parroquia
| Gráfica de evolución demográfica de Guntín (parroquia) entre 2000 y 2020 |
|                                                                          |
| Datos según el nomenclátor publicado por el INE.                         |

### Despoblado
| Gráfica de evolución demográfica de Guntín (despoblado) entre 2000 y 2020 |
|                                                                           |
| Datos según el nomenclátor publicado por el INE.                          |